# Fulco di Verdura
Fulco di Verdura, né le 20 mars 1898 près de Palerme et mort le 15 août 1978 à Londres, est un joaillier et designer de bijoux italien, connu pour son travail chez Chanel. Il vécut principalement en France, aux États-Unis, puis au Royaume-Uni.

## Origines
Fulco Santostefano della Cerda, duc de Verdura, naît à la villa Niscemi, aux environs de Palerme, en 1898. Il est le fils du marquis Giulio Santostefano della Cerda et de Carolina Valguarnera, fille du prince de Niscemi. Sa sœur aînée, Maria Felice (qui épousera un Lequio di Assaba), est née deux ans auparavant. Leurs parents se séparent définitivement après la naissance de leur fils. Fulco grandit dans les maisons grand-maternelles, avec sa mère et sa sœur, dans une atmosphère qui inspirera le roman Le Guépard, écrit par son cousin, le prince Giuseppe Tomasi di Lampedusa, et dont Luchino Visconti tirera son film.

## Biographie
En 1926, son père meurt, la famille est ruinée. Tout doit être vendu. Après avoir donné,  « le plus grand bal costumé que Palerme ait jamais connu», Fulco part pour Paris, où il fréquente la Café society cosmopolite. Il rencontre la jeune Gabrielle Chanel lors d'une fête à Venise en 1925, qui l'engage comme dessinateur de tissus (bien qu'il n'apparaisse sur les registres du personnel de la maison Chanel qu'entre novembre 1933 et janvier 1934, sous le nom « Fulco de la Verdura ». L'univers qu'il déroule sur ses coupons lui plaît à tel point qu'elle lui demande de dessiner dorénavant ses bijoux. Ceux-ci paraîtront toujours authentiques pour elle (taillés dans les pierres que le grand-duc Vladimir de Russie et le duc de Westminster lui avaient offertes, et qu'elle démontait au pic à glace) et pourtant toujours fausses pour ses clientes. Fulco commence par imaginer pour Gabrielle elle-même les deux bracelets en pierres multicolores Croix de Malte qu'elle portera à chaque poignet jusqu'au dernier moment de sa vie. Les chaînes en sautoir, symboles de la marque, sont des adaptations de croquis de Léonard de Vinci ; Fulco puise aussi son inspiration chez le peintre maniériste Jules Romain, dans la nature ou les livres anciens, à l'opposé de la mode épurée de l'Art déco. 
En 1934, il quitte Paris pour s'installer à New York, sur la recommandation de son ami le baron Nicolas de Gunzburg, rédacteur en chef de Harper's Bazaar). Il passe également à Beverly Hills, où il se lie au gotha d'Hollywood. Il dessine les bijoux que l'actrice Katharine Hepburn portera dans Indiscrétions, puis une boîte à cigarettes en argent pour Cole Porter, première d'une série qu'il complétera pour chacun des spectacles du compositeur et qui constituera une des plus précieuses collections de boîtes du monde. Présenté par Diana Vreeland au joaillier Paul Flato, il collabore avec lui pendant cinq ans avec la ligne "Verdura for Flato"., puis ouvre sa propre boutique sur la Cinquième Avenue. La clientèle la plus huppée de New York s'y presse. Le New York Times le baptise « America's crown jeweler ». Comptant de nombreuses personnalités parmi ses amis et clients (Marlene Dietrich, Joan Crawford, Laurence Olivier, Gary Cooper, Orson Welles, Mona Bismarck, Rita Hayworth, James Stewart, Dorothy Hirshon, Babe Paley ou encore Humphrey Bogart), il destine ses pièces à son cercle de connaissances, demandant même à ses employés de répondre qu'il est mort aux acheteurs qu'il ne connaît pas. Il se spécialise dans les clips pour chapeau et les bijoux minuscules. Parmi ses clientes, la duchesse de Windsor lui commande un nombre incalculable de clips. 
Après avoir brièvement ouvert une boutique à Paris, lors du retour de Coco Chanel sur le devant de la scène vers le milieu des années 1950, et vendu à un associé son affaire de New York, c'est à Londres qu'il choisit de s'établir pour se consacrer à la peinture et se plonger dans la rédaction d'un ouvrage autobiographique dont la plus grande partie concerne son enfance : « Finalement je dois constater que beaucoup de mes œuvres m'ont été inspirées par des images surgies de ce monde splendide de mon enfance », écrira-t-il.

## Œuvre
Fulco di Verdura est le premier joailler à utiliser des coquillages, des émaux et du verre poli. Diana Vreeland, qui participa à sa renommée, déclarait ainsi que « les autres bijoutiers ont mis du temps avant de le rattraper ». En 1941, il réalise une collection de bijoux peints par Salvador Dali.
Sur l'emblème de la maison Verdura figure une couronne ducale surmontée d'un double profil de chimère portant de gueules à bande d'or.
Aujourd'hui, à New York, au 745 Fifth Avenue, se trouvent les carnets de dessins de Fulco di Verdura. Ses bijoux ont longtemps circulé d'une collection privée à une autre. Dès le début des années 1930, c'est-à-dire dès leur sortie d'atelier, les bracelets, colliers, boîtes et, surtout, épingles à chapeau et broches lilliputiennes sont devenus des objets de collection. Aujourd'hui, longtemps après la disparition de Fulco di Verdura, la situation n'a pas changé : la maison continue de produire des nouveautés exécutées d'après les dessins originaux laissés inexploités. 
De nouvelles pièces de joaillerie sont produites et d'anciennes sont rééditées, comme la broche en or "Ravenna" créée dans les années 1920 pour Coco Chanel et portée plus tard par Diana Vreeland, ou les boutons de manchettes "Night & Day", réalisés pour Cole Porter. Parmi ses clientes plus récentes, la maison a compté Lady Diana, Brooke Shields, Sofia Coppola ou encore Cameron Diaz.